# Драгојла Поповић
Драгојла Поповић је пјесникиња из Лакташа, Република Српска.

## Биографија
Рођена је 13.08.1946. у Малом Блашку, општина Лакташи. Основну школу је завршила у Лакташима, а Учитељску у Бањалуци. Осим редовног посла бави се писањем поезије и сликањем. Имала је двије самосталне изложбе слика у Умјетничкој галерији Дома културе Лакташи, 2001. и 2003. године. Њене пјесме су преведене и слике објављене у часопису за антирасистичку политику и културу "Мост" у Њемачкој, марта 2004. године. Живи и ради као учитељица у Бошковићима, општина Лакташи.